# Pseudocalais
Pseudocalais is een geslacht van kevers uit de familie  
kniptorren (Elateridae).
Het geslacht is voor het eerst wetenschappelijk beschreven in 1971 door Girard.

## Soorten
Het geslacht omvat de volgende soort:
- Pseudocalais longipennis (Schwarz, 1900)